# Bergkam

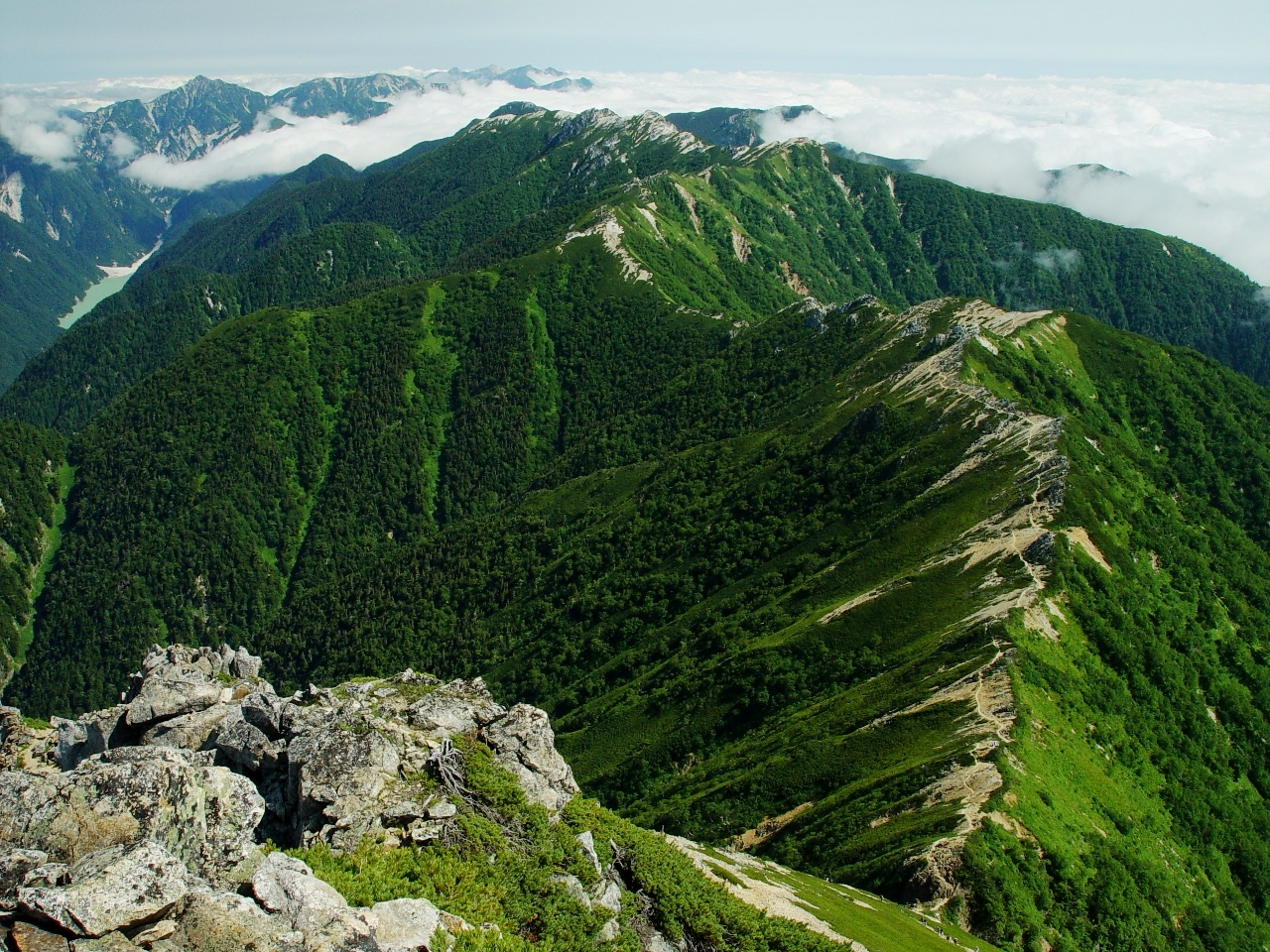
Bergkam van de berg Tsubakuro in het Japanse Hidagebergte

Een bergkam of kortweg kam  is de aaneengesloten reeks van hoogste punten van een gebergte die zich herkenbaar boven de omgeving aftekent en waarbij de tussenliggende hoogteverschillen relatief klein zijn. De kam wordt slechts onderbroken door bergpassen of zadelgebieden.

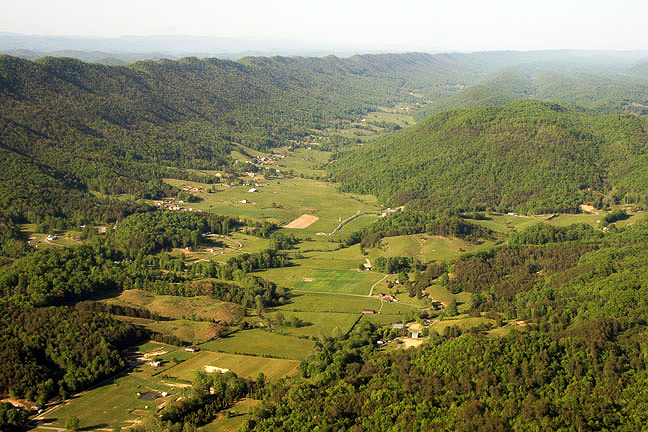
Een bergkam in de Appalachen

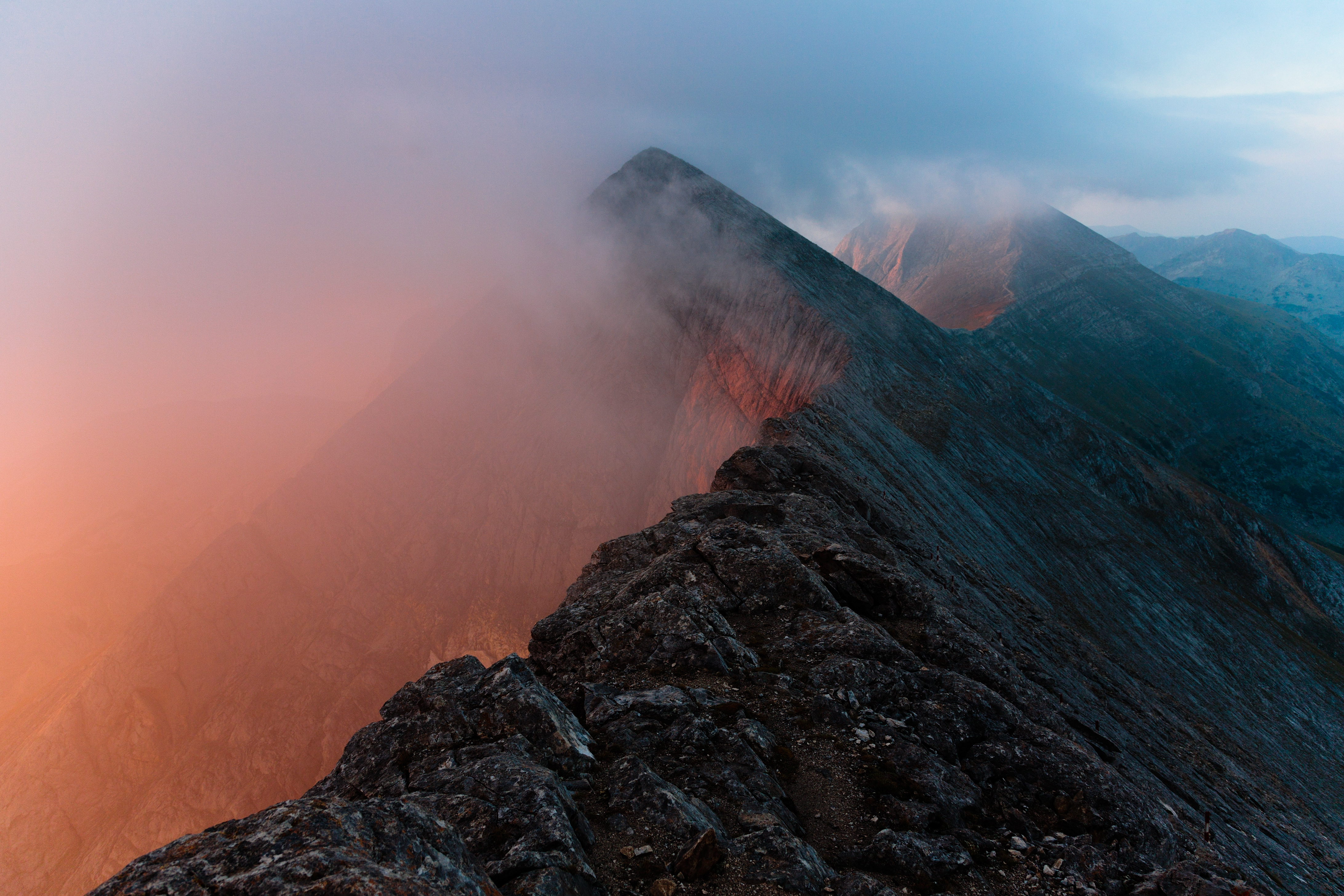
Hoofdkam van het Piringebergte - gezien van de Koncheto naar de pieken Vichren en Koetelo

Als geomorfologisch type is de kam een graat die van top naar top verloopt. De aanduiding hoofdkam wordt gebruikt voor de reeks hoogste toppen van een gebergte, deze kam is doorgaans een waterscheiding en bij voldoende hoogte vaak ook een weerscheiding. Als eeuwenlange natuurlijke barrière tussen twee volken, zijn sommige bergkammen tevens staatsgrenzen geworden. De grens tussen Frankrijk en Spanje verloopt deels over de bergkam van de Pyreneeën. De hoogste delen van het Beierse woud vormen deels de grens tussen Duitsland en Tsjechië, de Grosser Arber en Grosser Rachel liggen echter geheel in Duitsland.
Andere bekende voorbeelden van bergkammen:
- de hoofdkam van de Alpen, van de Frans-Italiaanse grens door Zwitserland tot in Oostenrijk
- de kam van het Oeralgebergte vormt het noordelijk deel van de grens tussen Europa en Azië
- de hoofdkam van de Rocky Mountains is de continentale waterscheiding in Noord-Amerika tussen de Atlantische Oceaan en de Grote Oceaan

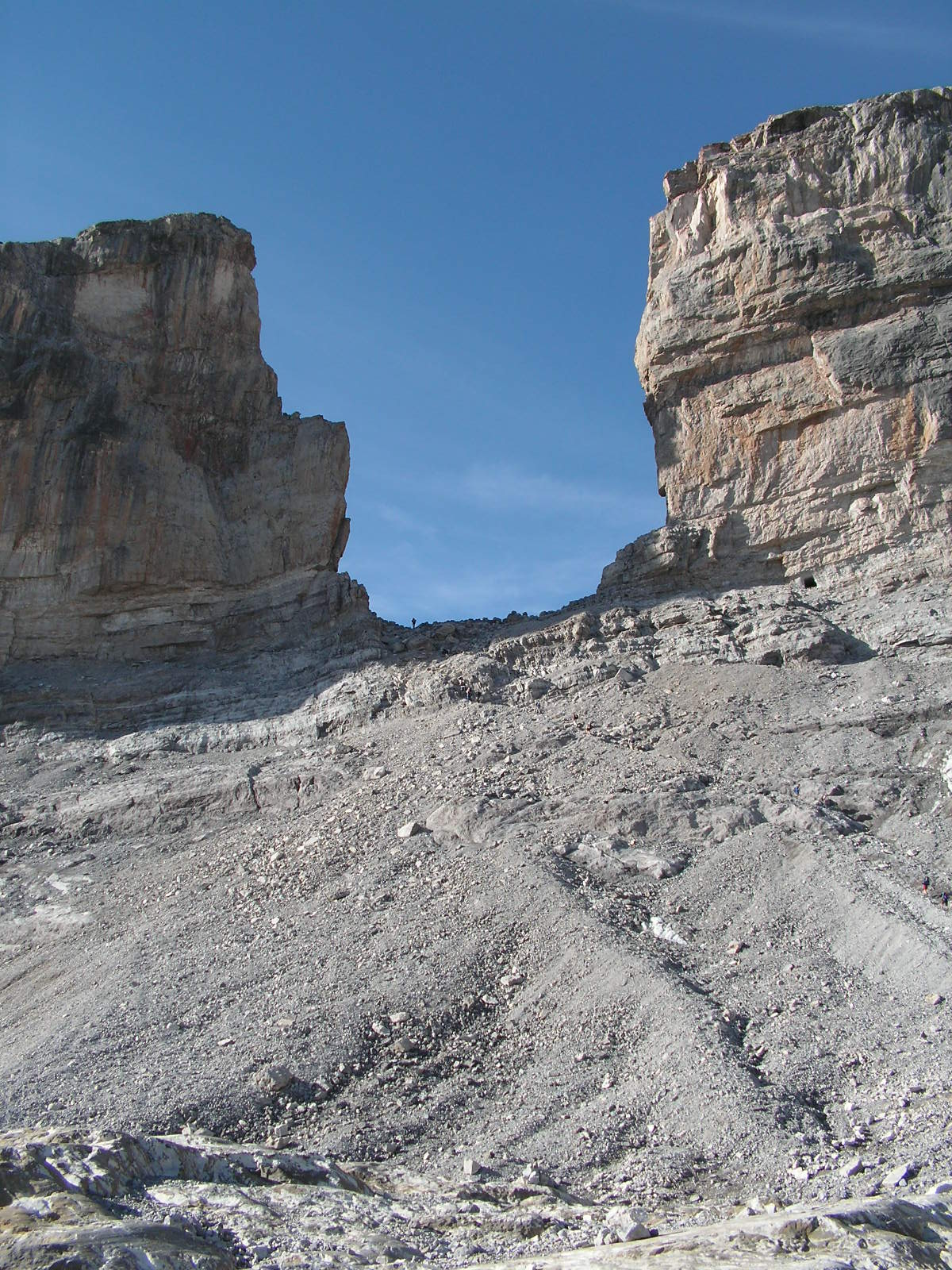
De Brèche de Roland, gezien vanaf de Franse zijde

De Brèche de Roland is de naam voor een natuurlijke opening in de hoofdkam van de Pyreneeën.

## Heuvelrug
Heuvelrug kan als een synoniem voor lage formaties worden gezien, zoals bij de Kempense en Utrechtse Heuvelrug.